# 蠟筆小新：超級美味！B級美食大逃亡！！
《蠟筆小新：超級美味！B級美食大逃亡！！》（日语：クレヨンしんちゃん バカうまっ!B級グルメサバイバル!!）是日本在2013年4月20日上映的《蜡笔小新》第21部电影。春日部防衛隊一行人被託付了重要的醬汁，而被牽扯進A級與B級料理的紛爭中。

## 概要
《蠟筆小新：超級美味！B級美食大逃亡！！》是蠟筆小新劇場版第21部作品，由橋本昌和執導。在2013年1月15日，製作方首先公佈了主要角色的配音為渡邊直美、可樂餅與川越達也。後來再公佈中村悠一、神谷浩史與早見沙織。
電影的主題為「美食」，劇情主要是描繪A級美食集團與B級美食集團之間的對抗。在日本，「B級美食」是指「簡單的便餐」、或「傳統的快餐」，其詞源為美國的B級片。代表餐點有炒麵、章魚燒、丼物等。橋本昌和在一次訪談中，承認故事是圍繞在飲食價值觀衝突；但他並不想直接灌輸哪個價值觀比較好，所以透過故事來平衡兩者的衝突。

## 劇情大綱
野原一家從新聞中得知春日部正在舉辦B級美食嘉年華，小新特別想吃「醬汁的阿健」用做出的炒麵。然而廣志要上班，美冴要帶小葵打預防針，小新便瞞著父母，和春日部防衛隊的夥伴一起搭接駁車，打算前往嘉年華會場。然而B級美食嘉年華卻被神秘組織「A級美食機構」掌控，機構指揮官美食波伊宣稱要讓世界上只有A級美食，並揚言消滅B級美食。
波伊的理念源於自己的成長經歷，他的父母傳授他嚴格的餐桌禮儀，並認為路邊攤環境髒亂、料理品質低落，禁止他吃路邊攤的炒麵。參與B級美食嘉年華的攤販試圖捍衛自己的攤位，阿健聯絡「生薑的紅子」，要她把秘傳50代的醬汁帶來，試圖扭轉戰局，因為紅子遭到A級美食機構追擊，她便把醬汁託付給防衛隊，希望他們能將醬汁送往阿健的手中。風間的媽媽從留言得知孩子的去向，並聯絡小新的家人。
然而，防衛隊成員卻搭錯車，進入深山並因此迷路，還被A級美食機構的三位五星級A級美食愛好家魚子醬、鵝肝錦、松露襲擊，又餓又累的五人發生爭執，互相指責對方的錯，風間甚至宣布要解散春日部防衛隊。突然，A級美食機構把他們帶進機構的飛行船，並宣稱只要交出秘傳醬汁，就能飽餐一頓，與此同時，抵達嘉年華會場的廣志、美冴和小葵也被機構逮住，和許多人一起強制接受斯巴達式的用餐禮儀訓練。
防衛隊逃出飛行船後掉到下方的森林，決心返回嘉年華會場拯救大家，因為天色已暗，他們便就地紮營，共同分享僅存一小片餅乾。次日清晨，他們擬定作戰計畫並前往會場，成功突破鵝肝錦、魚子醬、松露的包圍；另一方面，被俘虜的大人們逃獄後，合力抗擊A級美食機構的其他成員。防衛隊突圍後抵達會場，準備把醬汁交給阿健，然而美食波伊從中阻攔，輕易擊敗阿健並奪走裝醬汁的壺，在他發現壺中空空如也後，防衛隊揭露醬汁已被分裝到大家的水壺中，而小新也帶頭率領防衛隊成員，用秘傳醬汁做出炒麵。
無與倫比的炒麵香味感染了所有人，讓所有人失去戰意，也讓美食波伊垂涎欲滴。小新給美食波伊吃了一口炒麵，讓他痛哭流涕，他也宣稱這是終極美味。

## 登場角色

### B級美食嘉年華（B級グルメカーニバル）
醬汁的阿健（日語：ソースの健）
配音員：辻親八、符爽（台灣）
廚藝精湛的炒麵師傅，「秘傳醬汁」第50代傳人。不擅長應付女性。第一人稱「あっし」。具有足以擊退A級美食機構手下的戰鬥力，和其淡定的神情形成強烈反差。為美食嘉年華最具人氣的小吃攤販，即使受到A級美食機構的來襲，仍頑強地展現出守住屬於B級美食最後一道防線的氣魄。
生薑的紅子（日語：しょうがの紅子）
配音員：渡邊直美、楊凱凱（台灣）、顧詠雪（香港）
本部電影女主角，阿健的女友，「秘傳醬汁」即保存於她的住處。故事開頭，受到阿健的請託，將「秘傳醬汁」帶往美食嘉年華會場，然而，卻遭到A級美食機構的追擊，遂將醬汁託付給了春日部防衛隊，代為送達。後為A級美食機構手下所抓，關入大牢。故事尾聲，帶領著B級美食嘉年華的人們共同反抗A級美食機構。
川越達也（日語：川越シェフ）
配音員：川越達也、宋昱璁（台灣）
知名的法國料理主廚。以美食節目「食べもの探訪」主持人身分採訪「B級美食嘉年華」現場，卻意外身陷A、B級料理大風暴。後也同參加嘉年華的人們被關入大牢。

### B級美食防衛隊（B級グルメ防衛隊）
老街可樂餅的阿棟（下町コロッケどん）
配音員：可樂餅、林協忠（台灣）
頭戴可樂餅帽的男子，個性親切，猶如美食嘉年華的吉祥物。習慣於語尾加上「～可樂」。
御好燒的文太（お好み焼きの文太）
御好燒師傅，身穿御好燒裝扮的中年大叔。
章魚燒的蜜娜蜜（たこ焼きのミナミ）
Jenya、吳貴竹（台灣）
身穿章魚燒裝的年輕女性，號稱章魚燒界的偶像。
博多內臟咖哩的阿京（博多もつカレーのお京）
矢野理香、蔣篤慧（台灣）、李蔓宜（香港）
來自博多的女咖哩達人。個性堅強剛毅，但也有靦腆的一面。操博多方言。因被壽司夫妻假面塞入哇沙米壽司，而敗北。
大阪串燒的阿將（大阪串カツの将）
一條和矢、江志倫（台灣）
串燒達人。說話粗魯，對女性則相當溫柔。操關西方言。串燒攤位被牛排騎士的火焰燒掉了。

### A級美食機構（A級グルメ機構）
美食波伊（グルメッポーイ）
中村悠一、松元惠（少年時期）、李英立、張舒婷（少年時期）（台灣）、顧詠雪（少年時期）（香港）
「世界A級美食機構」的最高負責人。不認同A級以外的美食，並打算消滅B級美食。平時總以紳士語調說話，不過激動時語氣及用字則會變得粗魯。其父母亦為相當厭惡B級美食，因此從少年時期即開始從基本的餐桌禮儀，都被施以高壓的優雅訓練而培育著，其扭曲的價值觀早已根深蒂固於心中。曾被小新以「有漂亮姐姐喔」所騙，而稍稍臉紅的一面。少年時期，偶然經過了到海外開分店的「醬汁的阿健」的炒麵攤位，當時為炒麵醬料與食材的香氣味道所吸引，然而，卻被父親以「低級、不入流的東西」等言詞破壞了他的想像，也成了他消滅B級美食的動機。故事尾聲，和小新一同吃著春日部防衛隊同心協力料理並加上「秘傳醬汁」的終極美味炒麵，心理的感動和味蕾的享受讓他感動落淚，痛改前非。片尾曲MV，帶著幹部和手下們協力修復美食嘉年華會場後，和阿健旅行去了。

### A級美食愛好家（A級グルメラヴァーズ）
魚子醬（キャビア）
早見沙織、吳貴竹（台灣）、顧詠雪（香港）
5星的A級美食愛好家之一。俄羅斯美女，身材火辣。非常喜愛魚子醬，相反地，最厭惡蓋過食物氣味的美乃滋。以釣竿為武器。平時以日文對話，憤怒或恐慌時會捲舌，或是念出一大串俄文。和防衛隊一戰中，被風間和阿呆奪走釣竿，以釣魚線將其纏住使其無法活動。
松露
神谷浩史、于正昇（台灣）
5星的A級美食愛好家之一。男大姐系。喜歡松露和優雅的事物，討厭低級。能夠自在的操縱寵物豬．鼻吉。故事開頭時，曾追擊紅子，而紅子將醬汁轉交給春日部防衛隊後，便轉而追捕防衛隊們。在這之後，和春日部防衛隊一戰中，被鵝肝錦一記腳跟落下技命中腦門，當場昏厥敗北。
鼻吉
船木真人
松露的寵物豬。以猶如警犬般的嗅覺，聞出「秘傳醬汁」的位置。特技為後腳站立。一共有七頭。故事尾聲，和主人松露、魚子醬、鵝肝錦在田間小路對上春日部防衛隊，因莫名地害怕小白的草裙舞而全數躲進松露的披風。騷動後，和小白一同於片尾曲中大跳草裙舞。
橫綱的鵝肝錦（横綱フォアグラ錦）
大川透、林谷珍（台灣）
5星的A級美食愛好家之一。身形巨大的相撲力士，總用力士語調說話。喜歡鵝肝，討厭相撲火鍋。故事尾聲，與正男進行男子漢對決時，踩到妮妮的水壺失去平衡，為了拉回重心，竟一腳踢中了松露的頭。松露披風下的鼻吉們一飛而出的同時也敗北了。
壽司夫妻假面（寿司夫婦仮面）
大塚芳忠（夫）、鷹森淑乃（妻）、孟慶府（夫）、張舒婷（妻）（台灣）、陳子瑩（妻）（香港）
4星捏壽司達人。裝扮如化裝舞會一般的男女，丈夫手中環抱著大鮪魚，妻子則是捧著一桶醋飯。擅長以華麗舞姿邊捏壽司邊攻擊對手。似乎曾於銀座修業。牛排騎士摔車後，滾燙的牛排往兩人面前飛來時，丈夫下意識地閃開卻讓牛排砸到妻子臉上，還被一旁的妮妮嘲笑「果然是假面夫妻」。
牛排騎士（ステーキライダー）
利根健太朗、林谷珍（台灣）
4星主廚，孤高的不老騎士。騎著附有特製鐵板的摩托車，擅長邊煎牛排邊發動攻擊。在魚子醬、松露、鵝肝錦相繼被春日部防衛隊解決後，和壽司夫妻假面一同襲擊小新一行人，但是摩托車被阿健弄翻，遭到上述的B級美食防衛隊一陣狂踢。

## 制作人员
- 原作：臼井儀人
- 导演：橋本昌和
- 製作公司：朝日電視台、ADK、雙葉社
- 配給：東宝

## 主题曲
| 類別   | 曲名            | 作詞          | 作曲     | 編曲                                 | 歌手                                                                      |
| ------ | --------------- | ------------- | -------- | ------------------------------------ | ------------------------------------------------------------------------- |
| 片頭曲 | 『』（unBORDE） | 中田康貴      | 中田康貴 | 中田康貴                             |                                                                           |
| 片尾曲 | 『RPG』         | Saori、Fukase | Fukase   | SEKAI NO OWARI、CHRYSANTHEMUM BRIDGE | SEKAI NO OWARI                                                            |
| 插入曲 | 「」            | 橋本昌和      | 荒川敏行 |                                      | 澤口和彥&春日部防衛隊（矢島晶子、真柴摩利、林玉緒、一龍斎貞友、佐藤智惠） |

## DVD
- 於2013年11月8日由萬代影視公開發售。和前作相同，BD・DVD同時推出，時間較往年早。

## 外部連結
- 台灣官方網站 （页面存档备份，存于）
- 互联网电影数据库（IMDb）上《蠟筆小新：超級美味！B級美食大逃亡！！》的资料（英文）
- Yahoo奇摩電影上《蠟筆小新：超級美味！B級美食大逃亡！！》的資料（繁體中文）
- 開眼電影網上《蠟筆小新：超級美味！B級美食大逃亡！！》的資料（繁體中文）
- 时光网上《蠟筆小新：超級美味！B級美食大逃亡！！》的資料（简体中文）
- 豆瓣电影上《蠟筆小新：超級美味！B級美食大逃亡！！》的資料 （简体中文）